# Warriors: Legends of Troy
 (février 2016).
Si vous disposez d'ouvrages ou d'articles de référence ou si vous connaissez des sites web de qualité traitant du thème abordé ici, merci de compléter l'article en donnant les références utiles à sa vérifiabilité et en les liant à la section « Notes et références ».
Warriors: Legends of Troy (トロイ 無双 Toroi Musō) est un jeu vidéo de type hack 'n' slashédité et développé par Koei, sorti en France le 10 mars 2011, disponible sur PS3 et Xbox 360. C'est un beat them all semblable à la licence Dynasty Warriors mais se déroulant dans l'Antiquité Grecque lors de la célèbre guerre de Troie. La narration du jeu est assez fidèle au poème d'Homère, donnant ainsi un certain aspect épique au jeu.

## Système de jeu
Le joueur contrôle 8 guerriers différents dans un total de 21 missions. Les héros jouables sont Achille, Ulysse, Ajax et Patrocle pour l'alliance grecque, Hector, Pâris, Énée et l'amazone Penthésilée côté troyen. Plusieurs modes de jeu complètent l'histoire principale, tel qu'un mode arène et des modes survies. Il n'y a pas de mode multijoueur.  
Le gameplay se compose seulement de quelques combos coups rapides / coups puissants / coups de bouclier ainsi que des exécutions sanglantes et un mode furie. À noter la possibilité de ramasser les armes des ennemis vaincus (lances, glaives, etc.) afin de porter quelques coups ou encore de les projeter, pour exécuter les fuyards par exemple.